# Rio Tobol
Rio Tobol na cidade de Tobolsk
O rio Tobol  ou Tobyl (em russo:  Тобол) é um afluente do rio Irtich (pela margem esquerda), que nasce nas estepes cazaques. O seu percurso tem um 1591 km de comprimento.
O Tobol começa o seu trajecto perto da fronteira russo-cazaque, em território cazaque mas perto da cidade russa de Orsk. Recebe aí o nome cazaque de Tobyl. Faz parte da fronteira entre os dois países e segue para norte, passando por Qostanay. No planalto siberiano já tem o nome russo de Tobol. Cruza o trajecto da linha transiberiana em Curgã e desagua no rio Irtish perto de Tobolsk.
O Tobol foi um dos quatro grandes rios do Canato da Sibéria. Em 1428, o cã foi morto nas suas margens na Batalha do Tobol contra o xaibânida Abu Cair Cã
No seu percurso ficam as cidades de Tobolsk, Lisakovsk, Rudniy, Kustanai, Curgã e Yalutorovsk. Os seus principais afluentes são os rio Uy, Iset, Tura, Tavda e Ubagan.